# Mięsień zginacz długi palucha
Mięsień zginacz długi palucha (łac. musculus flexor hallucis longus) – w anatomii człowieka podłużny, pierzasty mięsień należący do warstwy głębokiej grupy tylnej mięśni goleni. Rozpoczyna się na środkowej części tylnej powierzchni kości strzałkowej, błonie międzykostnej, blaszce głębokiej powięzi goleni i przegrodzie międzymięśniowej tylnej goleni. Na poziomie kostki przyśrodkowej, do tyłu od niej, brzusiec przechodzi w grube ścięgno, biegnące przez bruzdę na tylnej powierzchni kości skokowej i kierujące się ku przodowi aż do powierzchni dolnej podstawy dalszego paliczka palucha. Krzyżując się ze ścięgnem zginacza długiego palców łączy się z nim włóknami ścięgnistymi.
Mięsień unaczyniony jest przez tętnicę strzałkową, a unerwiony przez nerw piszczelowy (L5, S1–2). Jego działanie polega na zginaniu palucha, zginaniu podeszwowym i odwracaniu stopy.